# 让·维克托·塔罗
让·维克托·塔罗（法語：Jean Victor Tharreau，1767年1月15日—1812年9月26日），是法兰西第一帝国的一位师级将军。
塔罗早年积极参与革命事业，并于1792年加入了缅因-卢瓦尔省的志愿军队伍，塔罗在军中迅速升入指挥层。到1795年，他成为阿登军团的参谋长。在1799年第一次苏黎世战役法军的失败中，他协助保卫了苏黎世，并在当年夏天晚些时候参加了第二次苏黎世战役。在1809年多瑙河战役取得成功后，他随军攻入哈布斯堡帝国首都维也纳。
在1812年的俄罗斯战役中，塔罗接管了由拿破仑的兄弟热罗姆·波拿巴指挥的威斯特伐利亚军队。他于1812年9月26日因博罗金诺战役中受到的致命伤而死。

## 家庭
塔罗家族起源于法国上普瓦图地区，法国大革命后分为两个分支。一个住在绍莱，另一个住在莫莱翁。让-维克托·塔罗属莫莱翁分支，他最终成为拿破仑麾下的一位将领。

## 事业
法国大革命爆发时，塔罗热情地投身于革命事业。1792年，他加入了缅因-卢瓦尔省志愿军，同年晚些时候，他成为梅恩斯志愿军第2营的副营长。1794年，在法国的恐怖时期达到顶峰时，他是阿登军团的一位旅长。1799年，让·维克多·塔罗转任多瑙河军团的旅长，参加了奥斯特拉赫战役和第一次史塔卡赫战役。4月20日，塔罗晋升师长。1799年，安德烈·马塞纳任命塔罗指挥前线部队，保卫瑞士城市苏黎世。苏尔特在1799年5月的温特图尔战役中的不配合态度导致塔罗无法守住前线，迫使法军从苏黎世撤退，随后法军在第一次苏黎世战役中被击败。
1801年，塔罗被任命为斯特拉斯堡市的军队指挥官。塔罗坚信革命原则，虽然钦佩拿破仑的军事才能，但他对拿破仑获得绝对权力感到沮丧。拿破仑于1808年12月21日封他为男爵。1809年，塔罗在阿斯珀恩-埃斯灵和瓦格拉姆战役中指挥第二军团的第一师，隶属拉纳元帅，之后拿破仑于1809年8月任命他为荣誉军团军官。
1812年，塔罗担任第23师师长，后来接替了指挥第8军的多米尼克·范达姆，因为范达姆的鲁莽和粗鲁使他与威斯特伐利亚国王热罗姆·波拿巴的关系变得无法修复。塔罗参加了博罗金诺战役，在那里他受了致命伤。塔罗最终于1812年9月26日因伤去世。

## 纪念
塔罗的名字被刻在巴黎凯旋门的第11列。

### 引注
1. ↑  （法語） Émile Monnet, Archives politiques du département des Deux-Sèvres, 1789–1889, Niort, L. Clouzot, 1889. No page numbers. Families are listed alphabetically.
2. ↑  Joseph Fr. Michaud, Biographie universelle, ancienne et moderne, Paris: Michaud frères, 1811–1862. V. 84 (1854), pp. 8–9.
3. ↑  . Smith, Digby, The Napoleonic Wars Data Book, London: Greenhill, 1998. ISBN 1-85367-276-9, pp. 147–148.
4. ↑  Antoine Henri Jomini, baron de, Mountain warfare illustrated by the campaign of 1799 in Switzerland: being a translation of the Swiss narrative, compiled from the works of the Archduke Charles, Jomini, and other...London: Henry S. King, 1875. p. 110.
5. ↑  Michaud, pp. 8–9.
6. ↑  Broughton, Tony, Generals Who Served in the French Army during the Period 1789–1814: Taponier to Turreau de Garambouville. 的存檔，存档日期2011-06-08.. Napoleon Series （页面存档备份，存于）. Robert Burnham, Editor in Chief. Placed on the Napoleon Series October 2007. Accessed 13 January 2010; （法語） Auguste Dide, La Révolution française: Liste des Membres de la Noblesse Impériale, Paris: La Société, 1889. V 16, p. 363.
7. ↑  Smith, p. 308.
8. ↑  Broughton, Generals Who Served in the French Army during the Period 1789–1814: Taponier to Turreau de Garambouville. 的存檔，存档日期2011-06-08..
9. ↑  Gallagher, pp. 217–218.
10. ↑  Smith. p. 148.
11. ↑  （法語） Monnet, Archives politiques du département des Deux-Sèvres, 1789–1889. No page numbers. Families are listed alphabetically.